# Walter Little
Walter Kenneth Little (Waikato, 14 de octubre de 1969) es un exjugador neozelandés de rugby que se desempeñaba como centro. Es tío del también jugador de rugby Nicky Little.

## Selección nacional
Debutó en los All Blacks en junio de 1990 frente al XV del Cardo y jugó con ellos hasta su última convocatoria contra los Wallabies en agosto de 1998. En total jugó 50 partidos y marcó nueve tries (45 puntos).

### Participaciones en Copas del Mundo
Disputó dos Copas del Mundo Inglaterra 1991 y Sudáfrica 1995, Nueva Zelanda fue derrotada en semifinales y en la final respectivamente.
| Mundial                       | Sede       | Resultado     | PJ | Tries |
| ----------------------------- | ---------- | ------------- | -- | ----- |
| Copa Mundial de Rugby de 1991 | Inglaterra | Tercer puesto | 2  | 1     |
| Copa Mundial de Rugby de 1995 | Sudáfrica  | Subcampeón    | 5  | 3     |

## Palmarés
- Campeón del Rugby Championship de 1996.